# Маній Ацилій Авіола (консул 122 року)
Ма́ній Аци́лій Аві́ола (лат. Manius Acilius Aviola; II століття) — політичний і державний діяч Римської імперії, консул 122 року.

## Біографія
Походив з патриціанського роду Ациліїв. Імовірно син Манія Ацилія Авіоли, консула-суффекта 82 року, онук Манія Ацилія Авіоли, консула 54 року. Про молоді роки, кар'єру відомості не збереглися. 122 року обіймав посаду консула разом з Луцієм Кореллієм Нерацієм Пансою. З того часу про подальшу долю Манія Ацилія Авіоли згадок немає.